# Krita (bildbehandlingsprogram)
Krita är ett bildbehandlingsprogram för KDE:s KOffice kontorspaket.